# Love duro e violento
Love duro e violento è un film del 1985, diretto da Claudio Racca.

## Trama
Tardo mondo movie del filone sexy, consta di una trentina di episodi che spaziano dalla Danimarca al Brasile per illustrare i costumi sessuali di vari gruppi sociali (nudismo, telefonate hard, gay pride, zoofilia, il rituale napoletano della figliata), mostrare operazioni per il cambio di sesso, la diagnosi embrionale delle alterazioni genetiche, la fecondazione artificiale negli animali. Include anche interviste a veterani della guerra del Vietnam, un reportage sull'ibernazione, sulla macumba, sui concorsi di bellezza, sul traffico di droga internazionale. Il film si chiude con la messa in scena di un immaginario olocausto nucleare.